# Vlaardinger-Ambacht

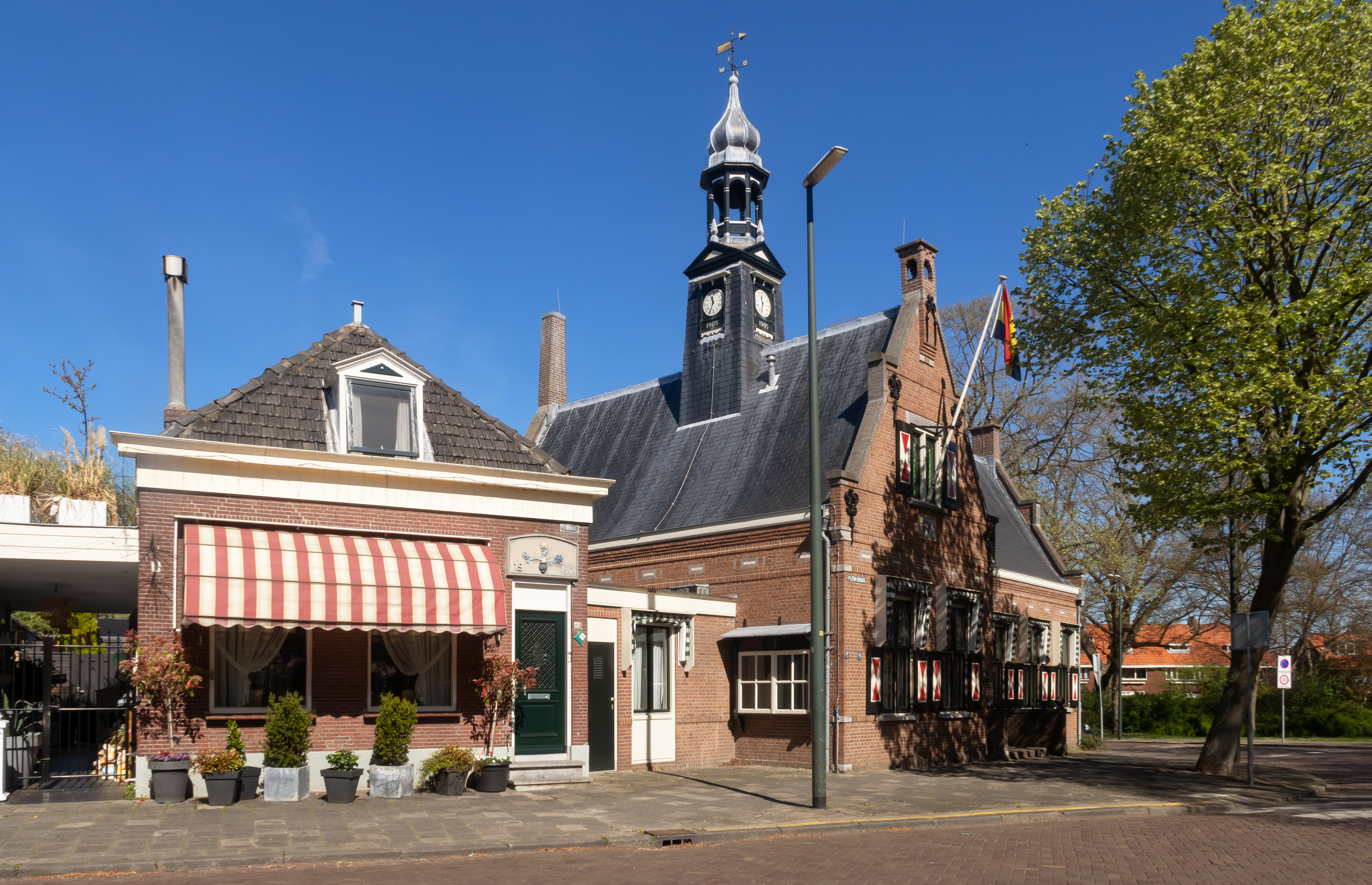
Vlaardinger Ambacht, het voormalige gemeentehuis

Vlaardinger-Ambacht is een stadswijk van de gemeente Vlaardingen, gebouwd rond een voormalig zelfstandig agrarisch dorpje met een groot grondoppervlak.

## Geschiedenis
Het dorp was aanvankelijk een ambachtsheerlijkheid nabij Vlaardingen en dit verklaart de naam. In 1810 werd het een zelfstandige gemeente, maar tussen 1812 en 1817 maakte het dorpje deel uit van de gemeente Vlaardingen. De gemeente Vlaardinger-Ambacht omvatte tevens Negenhuizen en nadat de gemeente Zouteveen in 1855 werd opgeheven, werd deze aan Vlaardinger-Ambacht toegevoegd. In 1941 onderging de gemeente Vlaardinger-Ambacht hetzelfde lot toen deze kleine gemeente deels aan Vlaardingen en deels aan Schipluiden werd toegevoegd. 
Vlaardinger-Ambacht behoorde tot De Zeven Ambachten, waaruit samen met de Geestambachten in 1289 het Hoogheemraadschap van Delfland is ontstaan. Deze ambachten waren naast Vlaardingerambacht de ambachten Maasland, Schipluiden, Hof van Delft, Vrijenban, Pijnacker, Kethel en Berkel die samen de Zeven Ambachten vormden, en de Geestambachten Monster, Naaldwijk, Rijswijk, Voorburg en Wateringen. Wie goed telt, ziet dat de Zeven Ambachten eigenlijk acht waren; Vlaardinger-Ambacht en Schipluiden werden samen als één ambacht beschouwd.

## Stadswijk
De kern van het dorp werd lange tijd gevormd door het Emaus, die in het zuiden aansluit op de Kortedijk en de Schiedamsedijk. Aan de zijde van het Raadhuis kwamen twee polderwegen op het Emaus uit: de Kethelweg richting het gelijknamige dorp, en de Holyweg naar het noorden. In 1937 werd een stukje Holyweg hernoemd tot Prins Bernhardlaan. Vanaf 1925 en vooral in de jaren Dertig werd het oude dorp omgeven door nieuwbouwwijken, namelijk de Bloemenbuurt, de Oranjebuurt en de Vogelbuurt. De voormalige polderwegen werden opgenomen in de nieuwbouw. Inmiddels is Vlaardinger-Ambacht een geliefde 'jarendertigwijk'. De Vlaardingse Holywijk en Westwijk liggen geheel op het grondgebied van deze vroegere gemeente.
Het voormalige raadhuis van Vlaardinger-Ambacht, gebouwd in 1905, herbergt nu het stadsarchief van Vlaardingen. 

## Geboren
- Alexandrina van Donkelaar-Vink (1895-2006), oudste inwoner van Nederland
- Cornelis Moerman (1893-1988), Nederlands huisarts met eigen kankertherapie
- Aad de Roode (1910-1991), Nederlands verzetsstrijder
- Dirk Hoogendam (1922-2003), Nederlands oorlogsmisdadiger

## Zie ook

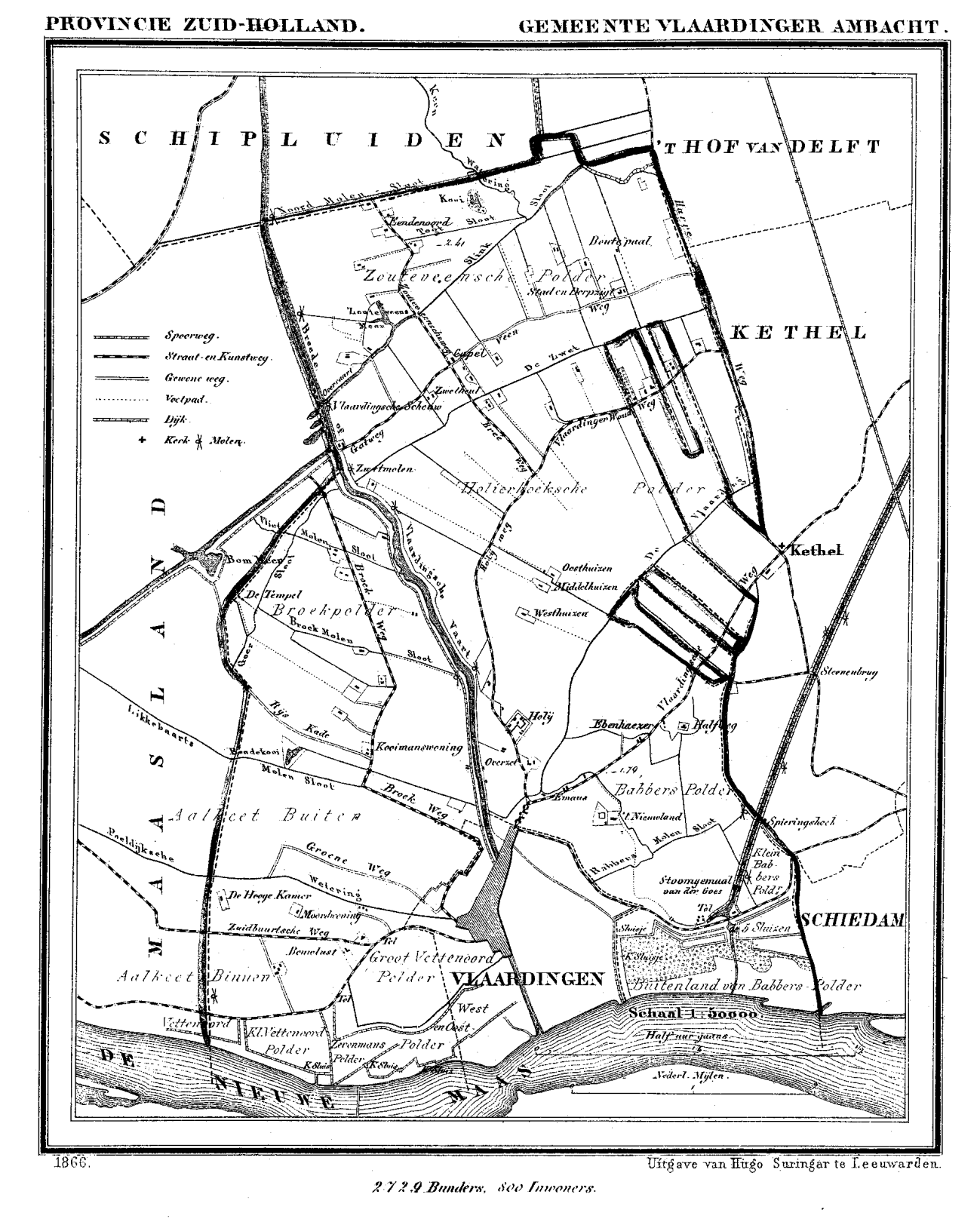
Gemeentekaart van Vlaardinger-Ambacht in 1866